# Carlo Cignani
Carlo Cignani, Cavaliere (født 1628 i Bologna, død 1719 i Forli) var en italiensk maler. 
Cignano var elev af Giovanni Battista Cairo, senere af Francesco Albani, som hvis medhjælper han en tid virkede, og uddannede sig for resten i eklektisk retning gennem studiet af Correggios, Carracciernes og Guido Renis værker. 
Hans meget rige og af samtiden højt skattede virksomhed er knyttet til Bologna, Rom, Parma og Forli (her c. 1686-1706); Frants I Farnese ophøjede ham i grevestanden, pave Clemens XI bekræftede hans valg til direktør for Bologna-akademiet. 
Til de bekendteste af hans tidligere arbejder hører freskomalerierne i det farnesiske palads i Bologna: Frants I helbreder ved berøring de syge i Bologna m. v. Efter et treårigt ophold i Rom var han atter i fuld virksomhed i sin fødeby, hvor han malede en mængde dels mytologiske (for eksempel Amormyten, Danaë etc.), dels kirkelige billeder for private.
Et af sine hovedværker udførte han, allerede højt til års, i Forli, hvor han i domkirkens kuppel i freskobilleder fremstillede Marias himmelfart (Madonna del Fuoco), et arbejde, der spændte over en snes år. Endog som olding formåede han at overkomme store arbejder. 
Cignano er Bolognaskolens sidste fremragende repræsentant. Uden for Italien findes der arbejder af ham blandt andet i Berlins Kaiser-Friedrich-Museum (Venus og Anchises), i Wiens Hofmuseum Pera og Kimon med mere, i Dresdens Galeri Josefs kskhed, i Stockholms Nationalmuseum, en Caritas. 
Nationalgalleriet i København ejer blandt andet en Hellig Familie og skolearbejdet Josef og Potifars Hustru. En
søn, Felice (1660-1724), og dennes søn, Paolo (1709-64), var ligeledes malere.